# Nowickia ferox
Nowickia ferox là một loài ruồi trong họ Tachinidae.